# Disclisioprocta constellata
Disclisioprocta constellata là một loài bướm đêm trong họ Geometridae.